# Dwór wraz z otoczeniem w Radwanowicach
Dwór z otoczeniem parkowym – dwór znajdujący się we wsi Radwanowice, w gminie Zabierzów, w powiecie krakowskim, wybudowany prawdopodobnie na przeł. XIX i XX w. Obiekt wraz z otoczeniem ogrodowym i drzewostanem wpisany został do rejestru zabytków nieruchomych województwa małopolskiego.

## Historia
Pierwszym właścicielem był dr Wiktor Ambroży Nałęcz Włyński z Włynia. Granica z zaborem rosyjskim przebiegała 1,5 km na północ od centrum wsi, więc zaborca austriacki na piętrze umieścił komorę celną. W 1911 dwór zakupił Czech Wojciech Werberger, następnie w 1919 Zygmunt Świerczewski, który odsprzedał go w 1921 Franciszkowi Tetelowskiemu. Po jego śmierci majątek odziedziczyły wdowa i trzy córki. Ostatnia właścicielka Zofia Tetelowska (1921–2003) 20 maja 1987 majątek przekazała założonej wraz z innymi osobami Fundacji im. Brata Alberta.